# 市本隆司
市本 隆司（いちもと りゅうじ、1971年8月18日 - ）は、日本の競輪選手
。日本競輪学校第72期生。広島県呉市出身。

## 来歴
広島県呉市立三坂地小学校、広中央中学校、広島県立広高等学校卒業。
小学生時代より野球を始め高校時代は4番レフト。1年時に出場した秋季広島県大会ではベスト8に進出。
高校卒業後、競輪選手の大久保義郎に師事し競輪競技を開始。日本競輪学校卒業後、1993年8月13日、松阪競輪場でデビュー。デビュー戦で初勝利を飾る。
1998年にS級に昇級しているが、2014年上期よりA級に降級しており、以降はA級1・2班で推移している。
2019年1月19日、現役26年目、四日市競輪で通算400勝を達成した。
2021年より千葉JPFドームで開催されているPIST6（競輪競技の一種目で250競走の愛称）の200mタイムトライアルで10秒234を記録（2021年12月31日）。非公式ながら当時の50-54歳カテゴリーの世界記録を上回るタイムとなった。これを機に国内ギャンブルではないトラックレースにも参加するようになる。
2022年9月、アメリカ・ロサンゼルスで行われた UCI Masters Track World Championshipのスプリント競技に出場。競輪選手としてキャリアをスタートさせた市本にとってスプリント競技は初体験であったが優勝し、金メダルを獲得した。UCI公認競技の優勝者のみに着用が許されるアルカンシェルジャージの保有者となった。UCI Masters Track World Championshipでの活躍はテレビ新広島のニュース番組「ライク!」の特集において“進化する51歳、全力疾走は止まらない”として放送された。
2023年10月、イギリス・マンチェスターで開催された同大会スプリントに出場。準決勝で優勝したドイツのMarcel Laurenzに惜敗するも続く3位決定戦に勝利し銅メダルを獲得。2年連続のメダル獲得となった。
2024年10月、フランス・ルーベで開催された同大会スプリントで、決勝で敗れ2位となったものの、1位だった選手がドーピングで着位を剥奪。翌年4月に正式に市本の繰り上げ優勝と発表された。
競輪選手としての成績（PIST6を含まず）は2025年4月14日現在、31度の優勝、466勝。PIST6では同日現在37勝。